# Sascha Meinrath
Sascha Meinrath, né en 1974 à New Haven, est le directeur de New America Foundation, laboratoires d'idées à but non lucratif, et du projet Commotion dont la finalité est de rendre Internet « libre et gratuit ». Sascha Meinrath est un « militant de longue date de l'Internet libre » et un pionnier des réseaux citoyens. Il a participé au collectif de journalistes en ligne Indymedia et travaillé à l'université de l'Illinois à Urbana-Champaign pour promouvoir le logiciel libre.